# David Braham
David Braham – kajmański trener piłkarski.

## Kariera trenerska
W 2011 objął prowadzenie narodową reprezentację Kajmanów.